# 1-й український корпус
1-й украї́нський ко́рпус — українське військове з'єднання у лавах армії Російської республіки, а потім армії Української Народної Республіки в період української революції та радянсько-української війни.
Сформовано восени 1917 року генерал-лейтенантом Павлом Скоропадським на базі українізованого 34-го корпусу російської армії (перейменованого в серпні 1917 року на «1-й Український»).
Перестав існувати на початку 1918 року через масове дезертирство українських солдатів під час радянсько-української війни.

## Створення

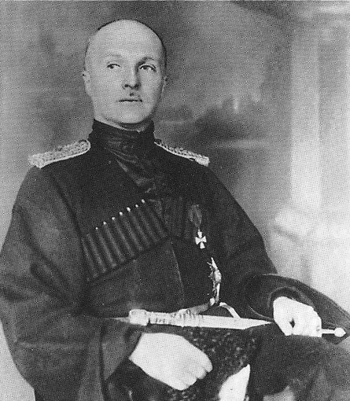
Генерал-лейтенант Павло Скоропадський, засновник корпусу.

На початку липня представник УГВК при штабі фронту поручник П. Скрипчинський запропонував генерал-майору М. Духоніну українізувати 34-й корпус генерала П. Скоропадського (7-ма армія). Увага українського представника до цього військового з’єднання була привернута головним чином з огляду на постать його командира – нащадка давнього українського шляхетського роду.
До складу 34-го корпусу входили 104-та, 153-тя, а також 56-та дивізії, частину вояків яких становили українці (переведену з 12-го корпусу 56-ту дивізію було навіть поповнено 6 000 українців). Корпус брав участь у липневому наступі, але його частини не показали особливого героїзму, а подеколи навіть відмовлялися йти в бій (унаслідок цього деякі відділи 104-ї дивізії довелося роззброювати). Тому незабаром після початку наступу 34-й корпус вивели в запілля, щоб його реорганізувати й упорядкувати.
На початку липня поручник П. Скрипчинський відвідав корпус і зі згоди командування запропонував П. Скоропадському українізувати свої частини. Проте 44-річний генерал-лейтенант російської армії й нащадок двохсотлітнього козацького роду виявився людиною, вельми далекою від національної справи. П. Скоропадський висловив сумнів у доцільності поповнювати корпус українцями і взагалі в ефективності українізації, але, за наполяганнями П. Скрипчинського, П. Скоропадський пообіцяв всебічно обміркувати пропозицію. На відміну від своїх колег П. Скоропадський добре розумів, що для того, аби боєздатність військових частин зросла, самого лише вливання до їхнього складу українських поповнень замало. Високий бойовий дух могли мати лише міцно злютовані війська, де не було б місця антагонізмові між командирами і вояками. І щоб досягти мети, треба цілковито українізувати корпус, замінивши навіть його командний склад на офіцерів-українців. Це був засадничо новий підхід до українізації, який фактично давав змогу створити національні українські частини. За приклад такої «націоналізації» правили національні частини, сформовані в російській армії під час Першої світової війни – польська, чехо-словацька, юґославська, латиські дивізії.
8 липня головнокомандувач фронту О. Гутор запропонував П. Скоропадському енергійно взятися за українізацію 34-го корпусу. Начальник штабу фронту генерал-майор М. Духонін цілковито підтримав цю пропозицію, будучи прихильником українізації як ефективного засобу піднести боєздатність військ.
24 липня до 34-го корпусу прибули перші українські маршові роти, що означало початок його українізації. Спершу українські поповнення надходили до корпусу через 267-й запасний полк (доки 14-й запасний полк переїздив з Умані до прифронтової смуги).
31 липня з’явився офіційний наказ головнокомандування про українізацію 34-го армійського корпусу. 4 серпня Л. Корнілов розпорядився вивести корпус у складі 104-ї і 153-ї дивізій до району Меджибожа для укомплектування (56-ту дивізію, що поступово розкладалася під впливом більшовицької агітації, було передано до складу 3-го Кавказького корпусу). Усіх офіцерів і вояків корпусу, які «не підлягали українізації», мали перевести до 113-ї дивізії (41-й корпус). Здійснити українізацію 34-го корпусу належало в місячний термін.

## Перебіг українізації
Командувач 7-ї армії В. Селивачов наказав П. Скоропадському українізувати насамперед слабку й практично небоєздатну 153-тю дивізію. 6 серпня дивізія першою прибула до військового табору в Меджибожі. У її полках росіян було більше, ніж українців – саме тому серед особового складу виявилося відверте незадоволення українізацією. Увесь вилучений з 153-ї дивізії російський контингент (178 офіцерів і 4189 вояків) скерували до 104-ї дивізії, що 14 серпня також прибула до Меджибожа. Із 104-ї дивізії всіх неукраїнців (282 офіцерів і 8005 вояків) перевели до 41-го корпусу. Утім П. Скоропадський з власної ініціативи залишив у себе багатьох старших офіцерів-росіян, до батальйонних командирів включно, бо ж замінити їх наразі просто не було ким.
Замість готових до служби українських новобранців командир корпусу застав у Меджибожі 6 650 вояків-українців, з яких половина була зовсім не вишколена й навіть не озброєна. Серед поповнення зовсім не було старших офіцерів (штабс-капітанів, капітанів, підполковників), що одразу поставило перед П. Скоропадським проблему заміни командного складу. Вояків-новобранців, яким не бракувало хіба що патріотичного запалу, було влито до 153-ї дивізії, щоб вишколювати їх безпосередньо в муштрових частинах. Після цього П. Скоропадський попрохав головнокомандування вивести з Меджибожа всі неукраїнські поповнення 14-го і 42-го запасних полків. Його прохання було задоволено, а з 9 серпня припинилося й надходження до 34-го корпусу російських маршових рот.
16 серпня головнокомандувачем Південно-Західного фронту став генерал-лейтенант А. Денікін, переконаного противника «націоналізації» військ. Це призначення поставило під загрозу дальший перебіг українізації. Посаду начальника штабу обійняв давній соратник і однодумець Денікіна генерал С. Марков, який за першої ж нагоди заявив, що про поглиблення українізації в армії не може бути й мови. А. Денікін заборонив виділяти росіян із українізованих дивізій – українські поповнення, за його вказівкою, мали лише заповнювати штатний некомплект особового складу частин. Справжнього удару по планах українізації завдав і наказ Верховного головнокомандувача Л. Корнілова від 18 серпня, згідно з яким українські поповнення, що надходили на Південно-Західний фронт, мали спрямовуватися на Румунський фронт. Цей наказ фактично перекреслював будь-яку можливість провадити впорядковану українізацію фронтових частин. Зберігалося поповнення українцями 34-го корпусу, але, згідно з новими вказівками Ставки, сам корпус після завершення його українізації мав бути також переміщений на Румунський фронт.
Станом на 28 серпня корпус генерала П. Скоропадського залишався єдиним військовим з’єднанням на Південно-Західному фронті, українізація якого здійснювалась у повному обсязі. Хоч комітет 7-ї армії на початку вересня виступив проти українізації 34-го корпусу, завадити українізації корпусу П. Скоропадського фронтове командування не могло, оскільки вона здійснювалася за прямим розпорядженням Л. Корнілова. Миритися з цим змушувала ще й та обставина, що 34-й корпус незабаром мав перебазуватися на Румунський фронт.
Скоропадському довелося зіштовхнутися з цілою низкою проблем: поповнення до 34-го корпусу переводили не вояків дієвої армії, а погано вишколених і недосвідчених новобранців із запілля;  усі командири в полках майже повністю були неукраїнці; українські маршові роти надходили до корпусу нерегулярно і, внаслідок цього, станом на 28 серпня некомплект вояків-українців у полках сягав 8 790 осіб. 
Та найголовнішу проблему, що особливо відчувалася, становила велика нестача українського офіцерського складу. Серед кадрових офіцерів було обмаль свідомих українців, які б виявляли бажання служити в українізованих частинах. 22 серпня П. Скоропадський клопотався про призначення до корпусу старших бойових офіцерів-українців на посади батальйонних і ротних командирів. Наприкінці серпня понад 70 % офіцерів корпусу становили прапорщики; батальйонами командували штабс-капітани й капітани, а ротами – прапорщики й поручники. При цьому більш як третина загальної кількості офіцерів 34-го корпусу була росіянами. З наказу П. Скоропадського в корпусі створили офіцерську школу й значно розширили курси прапорщиків; діяли також унтер-офіцерські школи. Однак ці заходи не могли забезпечити корпус потрібною кількістю кваліфікованих, національно свідомих командних кадрів. Наприкінці серпня українців серед ротних командирів корпусу налічувалося менше від третини, а серед командирів батальйонів українцем був лише один.
За цих умов П. Скоропадському часто доводилося призначати або ж залишати на командних посадах офіцерів-росіян, більшість яких не могла щиро симпатизувати українській справі. Так, начальником штабу корпусу замість одного офіцера-росіянина (полковника М. Пєтіна) було призначено другого – полковника Я. Сафонова, який був ще й запеклим великодержавником. Командир 104-ї дивізії генерал В. Харламов узагалі шукав нагоди перевестися до іншого корпусу. Командир 153-ї дивізії та його начальник штабу ставилися до українізації відверто вороже, переважна більшість командирів полків – так само. П. Скоропадський не раз прохав дозволу перевести до 34-го корпусу офіцерів-українців з дієвої армії. Ставка ще 1 серпня дозволила такі переведення за умови, що вибулих буде замінено іншими офіцерами, – але це рішення військова влада весь час саботувала. Старших офіцерів-українців, яким удавалося перевестися до корпусу, одразу призначали на вищі командні посади. Так, уродженець Полтавщини генерал В. Клименко був призначений командиром 104-ї дивізії. Згодом його замінив на цій посаді виходець з Поділля генерал Я. Гандзюк (В. Клименко в жовтні очолив 153-тю дивізію). Начальником штабу 104-ї дивізії став українець, підполковник М. Капустянський. Проте кількість офіцерів-українців у цілому залишалась явно замалою, щоб заповнити штат.
На додачу до всього корпус не мав добре налагодженого матеріального постачання. Не вистачало найпотрібнішого – одягу, амуніції, зброї. Станом на 28 серпня некомплект рушниць у частинах досягав 7329 одиниць.
30 серпня П. Скоропадський прибув до штабу фронту, щоб особисто доповісти про скрутний стан корпусу, командир корпусу запевнив А. Денікіна, що він далекий від ідей української самостійності і лише виконує покладене на нього доручення, якому сам не симпатизує. Зрештою, головнокомандувач погодився скасувати наказ про відправлення 34-го корпусу на Румунський фронт. Аби було закінчено переформування частин, П. Скоропадський отримав ще кілька тижнів. При цьому йому наказали обмежити українізацію лише тими частинами, де її вже було розпочато, тобто корпусна артилерія й технічні підрозділи українізації не підлягали (цей наказ підтвердив Л. Корнілов). Питання про офіцерські кадри для корпусу залишалося відкритим. Л. Корнілов дозволив неукраїнцям 34-го корпусу переводитись на службу до будь-якої іншої частини дієвої армії (окрім військ віддаленого Кавказького фронту). 31 серпня А. Денікін дав дозвіл П. Скоропадському брати на службу офіцерів-українців з резерву Київського військового округу. Але цього обмеженого людського ресурсу було явно мало, щоб задовольнити потреби корпусу у кваліфікованих бойових офіцерах.
10 вересня Скоропадський, Прагнучи остаточно з’ясувати справу, прибув до білоруського Могильова, де розташовувалася Ставка Головнокомандувача, однак саме в цей час генерал Л. Корнілов виступив проти Тимчасового уряду, тому П. Скоропадському, похапцем пообіцяли задовольнити всі його прохання, командувач корпусу мусив поки що ні з чим вернутися до Меджибожа.
Вже в середині вересня стало зрозумілим, що 34-й корпус не зможе завершити українізацію у визначений термін. Давався взнаки некомплект особового складу. Так, станом на 11 вересня, в дивізіях 34-го корпусу не вистачало до штату 90 офіцерів і 5172 вояків. Водночас у корпусі залишалася доволі значна кількість росіян. На 22 вересня в дивізіях числилось 218 офіцерів і 4555 вояків-неукраїнців (усього корпус налічував у цей час 800 офіцерів і 30363 вояків). Серед старшого офіцерського складу й далі переважали росіяни, а це спричинювало ексцеси.
На початку жовтня для повного заміщення українцями командирських посад у корпусі не вистачало 4 командирів полків, 7 їхніх помічників, 15 батальйонних командирів, 28 командирів рот, 10 начальників команд. 1 жовтня П. Скоропадський повідомляв командування, що офіцерів-українців до корпусу переводять дуже повільно. Командувач фронту М. Володченко розпорядився пришвидшити цей процес, дозволивши залишити 34-й корпус у запіллі, доки буде остаточно завершено його переформування. Завдяки цьому, а також зусиллям П. Скоропадського, що невтомно клопотався у штабі фронту про переведення до корпусу старших офіцерів, до кінця жовтня більшість полкових командирів було замінено на українців. Завдяки сприянню командувача фронту почасти вдалося налагодити й матеріальне постачання корпусу.
Оскільки 153-тя дивізія мала бути розформована за виявлений у липневі дні непослух наказам, до складу 34-го корпусу передбачалося включити іншу дивізію. П. Скоропадський прохав повернути до корпусу його «корінну» 56-ту дивізію. М. Духонін з цим погодився і 24 вересня зі Ставки до штабу фронту надійшло відповідне розпорядження. Однак звістка про українізацію викликала хвилювання серед офіцерів і вояків 56-ї дивізії, тому у середині жовтня в Ставці було прийнято рішення не українізувати 56-ту дивізію, а залишити 34-й корпус у складі наявних 104-ї і 153-ї дивізій. Деякий час розглядалася навіть можливість включити до його складу 1-й український ім. Б. Хмельницького полк, сформований у Києві з дозволу Тимчасового уряду.
На 27 жовтня кількість неукраїнців у дивізіях 34-го корпусу становила тільки 37 офіцерів і 903 вояки (при цьому до повного вкомплектування частин бракувало 86 офіцерів і 4719 вояків). Замінити старших офіцерів, яких переводили до російських частин, не було ким – особливо на рівні батальйонних і ротних командирів. Тому у деяких частинах корпусу восени 1917 р. стало помітним зниження дисципліни. Зокрема у вересні 414-й Торопецький і 609-й Красноуфимський полки брали участь у розгромах поміщицьких маєтків на Поділлі. У жовтні бешкетами й грабунками відзначився 14-й запасний полк, у лавах якого діяла навіть більшовицька організація. На початку листопада свавільні дії деяких підрозділів 153-ї дивізії змусили голову УГВК С. Петлюру звернутися до командира корпусу з проханням призначити слідство й покарати винних. Головнокомандувач Південно-Західного фронту М. Володченко також звертав увагу П. Скоропадського на окремі факти грабунків у місці постою 34-го корпусу. Та порівняно з остаточно здеморалізованими російськими частинами корпус П. Скоропадського в цілому залишався досить дисциплінованим військовим з’єднанням.

## Після більшовицького перевороту
Після намагань  командування Південно-Західного фронту здійснити збройного приборкання «українських сепаратистів» після перевороту в Петрограді, об’єднане засідання українських рад 34-го корпусу ухвалило не виконувати отриманий корпусом 14 листопада наказ вирушити на фронт, а натомість підлягати лише наказам Центральної Ради. Учасники засідання зажадали від командування Південно-Західного фронту повернути назад вислані до Києва частини, погрожуючи в іншому разі вивести корпус на захист Центральної Ради. Дехто з представників командного складу корпусу, як командир 153-ї дивізії генерал В. Клименко, командир бригади полковник В. Крамаренко, також вважали за доцільне залишити корпус у запіллі, щоб боронити Україну від внутрішніх ворогів. Командування фронту, аби уникнути заворушень, мусило відкласти відправлення 34-го корпусу на фронт. На це одразу запротестували українські організації 6-го армійського корпусу, що прагнули якомога швидше вивести свій корпус у запілля для його українізації.
1-й український корпус був найбільш боєздатною частиною Української Народної Республіки наприкінці 1917 року. Він дислокувався в районі Білої Церкви, Бердичева, Фастова і Вінниці. Під час більшовицького повстання в Києві він перекрив шлях червоним частинам 2-го гвардійського корпусу, який прямував на Київ. В районі Вінниці українці роззброїли більшовизованих солдатів і відправили їх ешелонами в Росію.
На початку січня 1918 року, через розходження з політикою Центральної Ради і Генерального секретаріату, Павло Скоропадський подав у відставку з поста командира корпусу. Його заступив Яків Гандзюк, але дисципліна в корпусі різко впала. Незважаючи на розпал радянсько-української війни, більшість українських солдатів розчарованих в діях УНР самовільно полишила корпус і він перестав існувати.

## Знищення українського війська
3 (16) січня 1918 року було видано «Закон про створення українського народного війська», згідно з яким українізовані полки регулярної армії належало розпустити, замінивши їх «народною міліцією». 4 (17) січня Порш Микола віддав розпорядження про повну демобілізацію армії (українізовані частини, де українські солдати складали понад 95% особового складу), яке остаточно дезорієнтував і деморалізував українізовані частини. При формуванні нових «боєздатних» частин уряд УНР зіткнувся з рядом проблем. Якщо в кінці листопада — на початку грудня 1917 року могли розраховувати на мало не 400 тис. бійців, то до кінця грудня 1917 - січня 1918 року процеси розкладання армії привели до того, що проти 12 тисячного більшовицького війська, що наступав на Київ, уряд УНР зміг виставити розрізнені частини загальною чисельністю близько 15 тисяч бійців. 
Протягом усього 1917 року Центральна Рада робила все можливе для морального розкладання і знищення української армії. З цією метою в боєздатні формування засилали агітатори, які закликали солдатів не підкорятися наказам офіцерів і розходитися по домівках. У частинах, де пропаганда не спрацьовувала і дисципліна залишалася на рівні, припинялося постачання продуктів, боєприпасів та обмундирування.
В.Винниченко 1917 року активно протидіяв розбудові українського війська, заявляючи: «Не своєї армії нам соціал-демократам потрібно, а знищення всяких постійних армій».  
В кінцевому результаті політика уряду УНР та особисто М. Грушевського «без армії та війни», «мирній країні не потрібна армія», призвела до втрати боєздатних частин, деморалізації армійців і до того, що довелось в скрутний час більшовицького наступу відправляти студентів під Крути, замість солдат загартованих в боях Першої Світової.

## Командування
- генерал-лейтенант Скоропадський Павло Петрович
- генерал-майор Гандзюк Яків Григорович

## Структура

###### на 22 вересня 1917 року
104-та дивізія (418 офіцерів, 9513 багнетів, 92 кулемети, 20 бомбометів, 11 мінометів)
- 413-й Порховський полк (83 офіцери, 2731 багнет, 22 кулемети, 8 бомбометів, 3 міномети)
- 414-й Топорецький полк (103 офіцери, 2740 багнетів, 22 кулемети, 6 бомбометів, 3 міномети)
- 415-й Бахмутський полк  (105 офіцерів, 1928 багнетів, 18 кулеметів, 1 бомбомет, 3 міномети)
- 416-й Верхньодніпровський полк (115 офіцерів, 2114 багнетів, 25 кулеметів, 5 бомбометів, 2 міномети)

153-тя дивізія (336 офіцерів, 9325 багнетів, 114 кулеметів, 8 бомбометів, 1 міномет)
- 609-й Красноуфимський полк (71 офіцер, 2160 багнетів, 32 кулемети, 4 бомбомети)
- 610-й Мензелинський полк (72 офіцери, 2555 багнетів, 18 кулеметів)
- 611-й Кургунський полк (100 офіцерів, 2018 багнетів, 31 кулемет)
- 612-й Чердинський полк (93 офіцери, 2592 багнети, 33 кулемети, 4 бомбомети, 1 міномет)

при корпусі: 
- Донський козачий конвой (1 офіцер, 59 шабель)
- 34-й радіотелеграфний відділ (2 офіцери)
- 31-й інженерний полк (33 офіцери)
- 10-й ординарський ескадрон (4 офіцери, 81 шабля)
- 11-й ординарський ескадрон (3 офіцери, 80 шабель)
- 110-та ополченська кінна сотня (4 офіцери, 159 шабель)

Всього при корпусі: (800 офіцерів, 18838 багнетів, 379 шабель, 206 кулеметів, 28 бомбометів, 12 мінометів)